# Pál Mihály (szobrász, 1911–1971)

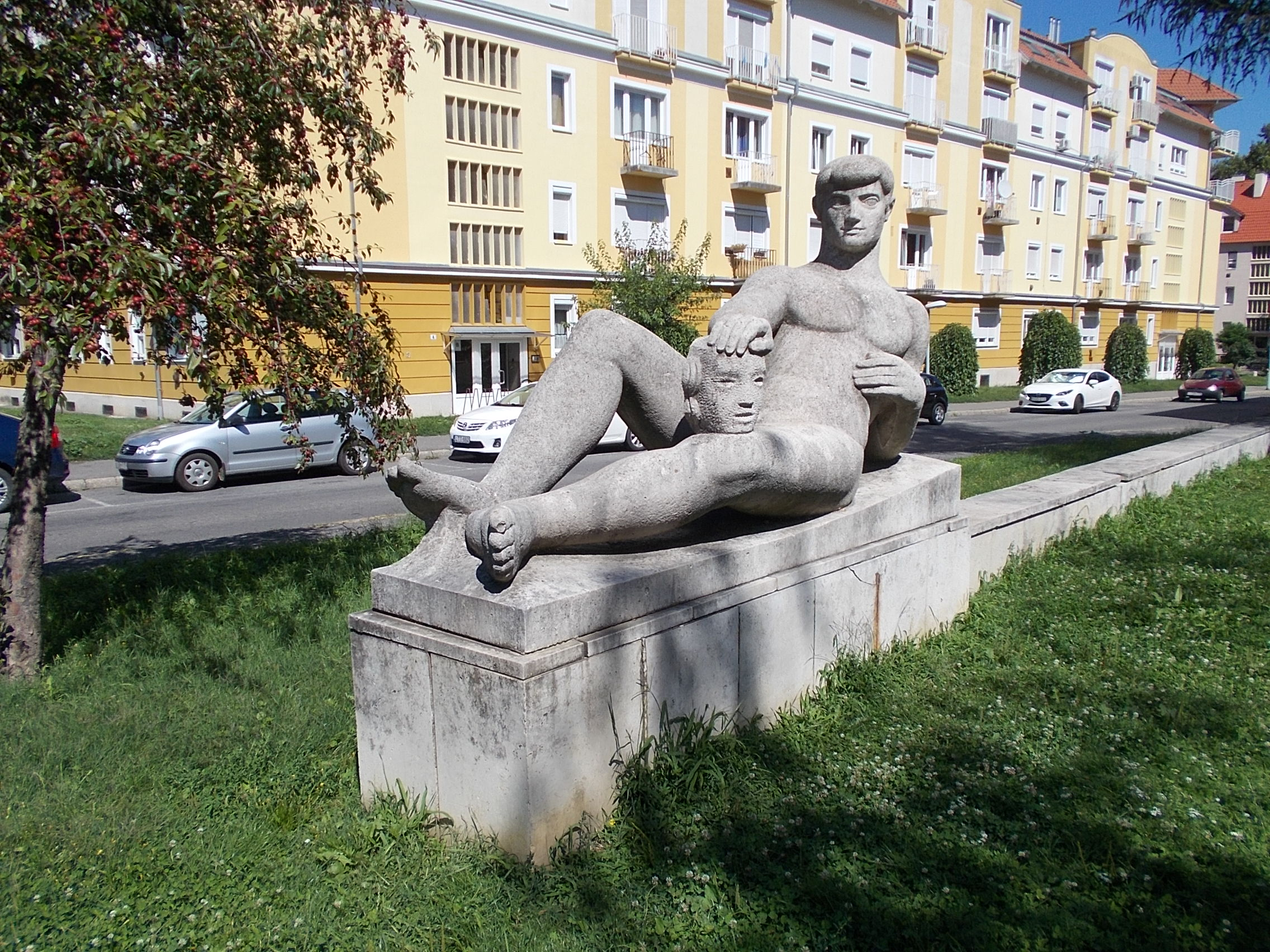
Fekvő férfi szobra, Zalaegerszeg

Pál Mihály (Budapest, 1911. január 24. – Gyömrő, 1971. június 24.) Munkácsy Mihály-díjas magyar szobrászművész.

## Életpályája
Művészeti tanulmányait 1928-ban az Iparrajziskola növendékeként kezdte, ahol mesterei Fülöp Elemér, Ohmann Gyula és Vesztróczy Manó voltak; kőfaragást Trinchieri Dánielnél tanult. 1938–1944 között a Magyar Képzőművészeti Főiskolában Bory Jenő és Szőnyi István tanítványa volt. 1947–1952 között a Fővárosi Emlékfelügyelőségnél mint restaurátor működött. A Várkert Bazárban, majd Gyömrőn dolgozott. Az 1960-as években belekezdett Gyömrőn egy szoborpark kialakításába. Számos állami megbízást kapott középületek belső tereinek, illetve városi közterek díszítésére. Tagja volt a Magyar Népköztársaság Művészeti Alapjának és a Magyar Képzőművészek Szövetségének.
A gyömrői temetőben nyugszik.

## Kiállításai
Egyéni kiállításai
- Gyömrő (1963)
- Ernst Múzeum, Budapest [Marosán Lászlóval] (kat.)
- Blaskovich Múzeum, Tápiószele (1975, emlékkiállítás)
- Vak Bottyán Múzeum, Vác (1976, emlékkiállítás)
- Petőfi Művelődési Ház, Gyömrő (1984, emlékkiállítás)
- Savoyai-kastély, Ráckeve (1985, emlékkiállítás)
- Nagy Balogh János Terem (1985, emlékkiállítás)
- Művelődési Központ, Monor (1987, emlékkiállítás).

### Válogatott csoportos kiállításai
- A Magyar Képzőművészek Szabadszervezetének II. Szabad Nemzeti kiállítása, Fővárosi Képtár, Budapest, 1947
- Száz magyar művész alkotásai, Fővárosi Képtár, Budapest, 1948
- Városházi képzőművészek köre, 1949
- 1. Magyar Képzőművészeti kiállítás, Műcsarnok, Budapest, 1950
- Tavaszi Tárlat, Műcsarnok, Budapest, 1952
- 4. Magyar Képzőművészeti kiállítás, Műcsarnok, Budapest, 1953
- Nyári Tárlat, Ernst Múzeum, Budapest, 1954
- 6., 7., 8., 9., 10., 11. Magyar Képzőművészeti kiállítás, Műcsarnok, Budapest, 1955, 1959, 1960, 1962, 1965, 1968
- Képzőművészetünk a felszabadulás után, Magyar Nemzeti Galéria, Budapest • A felszabadult Budapest művészete, Nemzeti Szalon, Budapest • Miskolci Országos képzőművészeti kiállítás, Herman Ottó Múzeum, Miskolc, 1960
- Dolgozó emberek között, Ernst Múzeum, Budapest • Városi Múzeum, Gyömrő • Balatoni Nyári Tárlat, Keszthely-Tihany-Veszprém • Miskolci Országos Képzőművészeti kiállítás, Herman Ottó Múzeum, Miskolc • Szegedi Országos Képzőművészeti kiállítás, Szeged • Téli Tárlat, Székesfehérvár, 1964
- III. Balatoni Tárlat, Keszthely, 1966
- I. Országos Kisplasztikai Biennálé, Pécs, 1967
- IV. Balatoni Tárlat, Balatoni Múzeum, Keszthely, 1968
- II. Országos Kisplasztikai Biennálé, Pécs, 1969
- Pest megyei tárlat, Magyar Nemzeti Galéria, Budapest, 1971
- IV. Országos Kisplasztikai Biennálé, Pécs, 1974
- Váci művészeti fesztivál, Madách Imre Művelődési Központ, Vác, 1985
- Pál család-kiállítás, Kuny Domonkos Múzeum, Tata, 1994